# Tullio Lanese
Pour les articles homonymes, voir Lanese.
Tullio Lanese (né le 10 janvier 1947 à Messine en Italie et mort le 1er mars 2025) est un arbitre de football italien. Il est surtout connu pour avoir supervisé trois matches dans la Coupe du monde de football de 1990 en Italie. Il est arbitre international de 1985 à 1992.
Pour le scandale des matchs truqués en Italie en 2006, il est condamné à une radiation de 2 ans et demi des terrains de football. Autrement, il est candidat de l'UDC en Sicile pour les élections régionales de 2008, mais il ne les remporta pas.

## Carrière
Il a officié dans des compétitions majeures : 
- JO 1988 (1 match)
- Coupe du monde de football des moins de 20 ans 1989 (2 matchs)
- Coupe du monde de football de 1990 (3 matchs)
- Coupe des clubs champions européens 1990-1991 (finale FK Étoile rouge de Belgrade-OM)
- Euro 1992 (demi-finale Suède-Allemagne)